# 堀田建設
堀田建設株式会社（ほったけんせつ）は、愛媛県八幡浜市に本社を置く企業。八幡浜地区最古参の土木建設業者である。

## 概要
1926年に西宇和郡伊方町の佐田岬の突端近くの正野（しょうの）にて海洋土木業者として創業した。その後は建築業などに進出し総合建設業者となった。2000年6月期のピークには売上高164億円を記録した。住宅建築はエス・バイ・エルの代理店ほかにて行っている。しかしながら、公共工事の減少のあおりを受け、2007年6月期日には売上高が114億円にまで落ち込んでいた。民間工事に注力していたが借入金がかさみ、従業員の削減や支店の閉鎖などのリストラ策を講じていたが、持ちこたえられず、2008年7月14日松山地方裁判所に民事再生法適用を申請し、保全命令を受けた。負債総額約110億円。愛媛県下の建設業者としては過去最大級の負債総額。主要銀行は愛媛銀行で、同行にとっては二神組（本社:松山市）以来の建設業の大口取引先の破綻となった。
2012年には民事再生手続きを終結した。

## 主要事業所
- 八幡浜本社 - 愛媛県八幡浜市郷1番耕地12番地1
- 松山支店 - 愛媛県松山市久万ノ台693-1
- 伊方支店 - 愛媛県西宇和郡伊方町高浦1064
- 兵庫支店 - 兵庫県尼崎市開明町2丁目35番地1 サークル開明町ビル2階
- 宇和島支店 - 愛媛県宇和島市大浦甲794-2

## 沿革
- 1926年（大正15年） - 堀田組創業。
- 1950年（昭和25年） - 西南海事工業株式会社に改称。
- 1961年（昭和36年） - 株式会社堀田海事工業所に改称。
- 1963年（昭和38年） - 日南開発株式会社と合併。
- 1964年（昭和39年） - 日南開発株式会社より分離し、株式会社堀田海事工業所として単独発足。
- 1966年（昭和41年） - 堀田建設株式会社に改称。
- 1967年（昭和42年） - 本社事務所を八幡浜市大黒町1丁目1472番地の9に移転。
- 1969年（昭和44年） - 一般土木工事部門が発足。三崎支店を新設。
- 1971年（昭和46年） - 本社事務所を八幡浜市沖新田1581番地の21(港湾ビル8号室)に移転。
- 1978年（昭和53年） - 松山営業所（現：松山支店）を設置。
- 1981年（昭和56年） - 宇和島営業所（現：宇和島支店）を設置。
- 1983年（昭和58年） - 本社事務所を八幡浜市大字松柏乙986番地の1に移転。
- 1988年（昭和63年） - 大阪支店を新設。
- 1990年（平成 2年） - 海事部門を新設。
- 1991年（平成 3年） - 住宅事業部を新設。
- 1995年（平成7年） - 本社事務所を八幡浜市大字郷1番耕地12番地1に移転。
- 1997年（平成9年） - 神戸支店（現：兵庫支店）を新設。
- 2008年（平成20年）7月14日 - 松山地方裁判所に民事再生法適用を申請し保全命令を受ける。負債総額は約110億円。[2]
- 2012年（平成24年） - 民事再生手続の終結決定。宇和島支店を新設。

## 施工実績
- 愛媛県自治会館（松山市）
- 伊方町観光交流拠点施設「佐田岬はなはな」（伊方町）